# Силе Осовине
Силе Осовине су биле земље које су учествовале у Другом светском рату супротстављене Савезницима (Антихитлеровској коалицији). Три главне силе биле су нацистичка Немачка, фашистичка Италија и Јапанско царство, познате и као „осовина Рим—Берлин—Токио”. На врхунцу моћи, ове су силе овладале великим деловима Европе и регијом Азија-Пацифик, али су на крају рата поражене. Чланство у овом савезу било је нестабилно, па су неке државе улазиле или излазиле током рата.
Оснивање сила Осовине је покренуто 25.10.1936. године када је нацистичка Немачка на челу са Хитлером склопила савез са фашистичком Италијом коју је водио Мусолини. Савез је склопљен због политичких разлога, али делом и из идеолошких разлога, како би се што више пропагирао и раширио фашизам на тлу Европе. Немачка и Италија су након потписивања савеза подржале диктатора Франца у шпанском грађанском рату.
Јапан је годину дана касније напао Кину и био је суочен са негодовањем западних држава, а поготово Америке, па је нашао заједнички интерес са Немачком и Италијом, па Јапан 1937. године склапа Антикоминтерна пакт чија је сврха била супротстављање ширењу комунизма и претње Совјетског Савеза.
Тројном пакту се крајем 1940. године прикључују и Мађарска, Румунија, Бугарска и на кратко Краљевина Југославија. Након пуча у Краљевини Југославији усмереног против придруживања Пакту силе Осовине су напале Југославију и анектирале њену територију. Чланицама Пакта се 1941. године придружила новонастала фашистичка Независна држава Хрватска.
Силе Осовине су добиле тежак ударац 1943. године када је Италија капитулирала и прешла на страну савезника.  Касније су Албански партизани ослободили Албанију, а Титови партизани и Црвена армија су збацили марионетски Недићев режим у Србији. У пролеће 1945. године, капитулацијом Немачке су престале да постоје силе Осовине у Европи, а неколико месеци касније, капитулацијом Јапана и у Азији.

## Главне чланице Сила Осовине
- Нацистичка Немачка
- Јапанско царство
- Краљевина Италија (до 8. септембра 1943)

- Трећи рајх
- Јапанско царство са протекторатима
- Краљевина Италија са протекторатима

## Мање чланице Сила Осовине
- Краљевина Бугарска (до августа 1944)
- Краљевина Мађарска (до 4. априла 1945)
- Краљевина Румунија (до августа 1944)
- Независна Држава Хрватска (до 8. маја 1945)
- Словачка Република (до 1945)

- Велика Бугарска 1941.
- Велика Мађарска 1941.
- Румунија 1941.

## Државе званично у активној коалицији са Силама Осовине
- СССР (до 22. јуна 1941, Споразум Рибентроп—Молотов)
- Данска (придружила се Антикоминтернском пакту 1941)
- Финска (Антикоминтернски пакт 1941; 26. јун 1944 — 31. јул 1944, Договор Рити—Рибентроп)
- Краљевина Југославија (25. март - 27. март 1941)
- Сан Марино (1940—1943)
- Ирак (1941)

## Под директном интерном контролом Осовине (марионетске државе и протекторати)

### Немачке марионетске државе и протекторати у саставу Немачког рајха
- Генерално губернаторство, протекторат у саставу нацистичке Немачке (1939—1945)
- Протекторат Бохемија и Моравија, протекторат у саставу нацистичке Немачке (1939—1945)

- Генерално губернаторство
- Протекторат Чешка и Моравска

### Немачке марионетске државе и протекторати ван Немачког рајха

#### У Западној Европи
- Вишијевска Француска (1940 — август 1944)
- Белгија и Северна Француска (1940—1944)
- Холандија (1940—1945)
- Данска (1940—1945)
- Норвешка (1940—1945)
- Италијанска Социјална Република (Република Сало), под Бенитом Мусолинијем (1943—1945)
  - Оперативна зона Јадранско приморје (1943—1945)
    - Љубљанска покрајина (1943—1945)

  - Оперативна зона Алпенворланд (1943—1945)

- Вишијевска Француска
- Белгија и Северна Француска
- Италијанска Социјална Република
- Оперативна зона Јадранско приморје
- Оперативна зона Алпенворланд

#### У Источној Европи
- Словачка (1939—1945)
- Остланд (1941—1945)
  - Естонија
  - Летонија
  - Литванија
  - Белорусија под управом Белоруске Централне Раде (до 1944)
- Украјина (1941—1944)
- Република Локот (1942—1943)
- Мађарска (1944—1945)

- Словачка
- Остланд
- Украјина
- Република Локот

#### На Балкану
- Подручје Војног заповедника у Србији (позната и као Недићева Србија) под управом Владе националног спаса Милана Недића (1941 — 4. октобар 1944)[1][2][3][4][5][6]
  - Банат, аутономна територија у саставу Србије (1941—1944)
- Независна Држава Црна Гора (1943—1944)
- Албанија (1943—1944)
- Независна Држава Хрватска (1943 — мај 1945)
- Грчка Држава (1943—1944)
- Независна Држава Македонија (1944)

- Србија састављена од Баната, уже Србије и половина Косова.
- НД Црна Гора
- Велика Албанија
- НД Хрватска
- Хеленска Држава
- Подручје које би, према замисли, обухватала НД Македонија

### Италијанске марионетске државе и протекторати
- Албанија (1939—1943)
- НД Црна Гора (1941—1943)
- Љубљанска покрајина (1941—1943)
- Монако (1942—1943)

- Љубљанска покрајина

### Немачко-италијанске марионетске државе и протекторати
- Независна Држава Хрватска (1941—1943)
- Грчка Држава (1941—1943)
  - Пиндско-македонска кнежевина (1941—1943)

### Јапанске марионетске државе и протекторати
- Манџукуо (Манџурија; 1932 — август 1945)
- Источни Хебеј (1935—1938)
- Дадао општинска влада Шангаја (1937—1938)
- Кина под управом Привремене владе Републике Кине (1937—1940), Реформиране владе Републике Кине (1938—1940) и Реорганизоване националне владе Кине (1940 — август 1945)
  - Менгђијанг, аутономија у саставу Кине (1936 — август 1945)
- Тајланд, под фелдмаршалом Луангом Фибунсонгхрамом (1941—1945)
- Филипини (1942—1945)
- Индија (или Азад Хинд — „слободна Индија”), под управом Привремене владе Слободне Индије (1943—1945)
- Бурма (1943—1945)
- Вијетнам (1945)
- Камбоџа (1945)
- Лаос (1945)

- Манџукуо, Менгђијанг и окупирани делови Кине под влашћу марионетског режима
- Манџукуо
- Филипини
- Вијетнам

## Неутралне државе у добрим односима са Силама Осовине
- Шпанија (до 1945)
- Португалија (до 1945)
- Шведска (до 1945)
- Аргентина (неутрална за Осовину до 27. марта 1945, када је објавила рат Немачкој и Јапану под америчким притиском)